# Bremar Cup
Il Bremar Cup è stato un torneo femminile di tennis che si disputava a Londra in Gran Bretagna. Il torneo costituisce la finale del circuito Dewar che si giocava in varie città britanniche come: Aberavon, Billingham, Torquay, Edimburgo.

## Albo d'oro

### Singolare
| Anno | Campionessa          | Finalista        | Punteggio     |
| ---- | -------------------- | ---------------- | ------------- |
| 1972 | Margaret Smith Court | Virginia Wade    | 6-1, 6-1      |
| 1973 | Virginia Wade        | Julie Heldman    | 6-2, 3-6, 7-5 |
| 1974 | Virginia Wade        | Julie Heldman    | 7-6, 6-2      |
| 1975 | Virginia Wade        | Evonne Goolagong | 6-3, 6-2      |
| 1976 | Virginia Wade        | Chris Evert      | 6-2, 6-2      |
| 1977 | Billie Jean King     | Virginia Wade    | 6-3, 6-1      |

### Doppio
| Anno | Campionesse                      | Finalista                          | Punteggio     |
| ---- | -------------------------------- | ---------------------------------- | ------------- |
| 1973 | Lesley Charles Glynis Coles      | Virginia Ruzici Mariana Simionescu | 6-3 7-5       |
| 1974 | Virginia Wade Sharon Walsh       | Lesley Charles Sue Mappin          | 6-2, 6-7, 6-2 |
| 1975 | Françoise Dürr Betty Stöve       | Evonne Goolagong Virginia Wade     | 6–4, 7–6      |
| 1976 | Virginia Wade Betty Stöve        | Rosie Casals Chris Evert           | 6-3, 2-6, 6-3 |
| 1977 | Billie Jean King Renáta Tomanová | Betty Stöve Virginia Wade          | 6-2, 6-3      |